# آسمان‌خراش

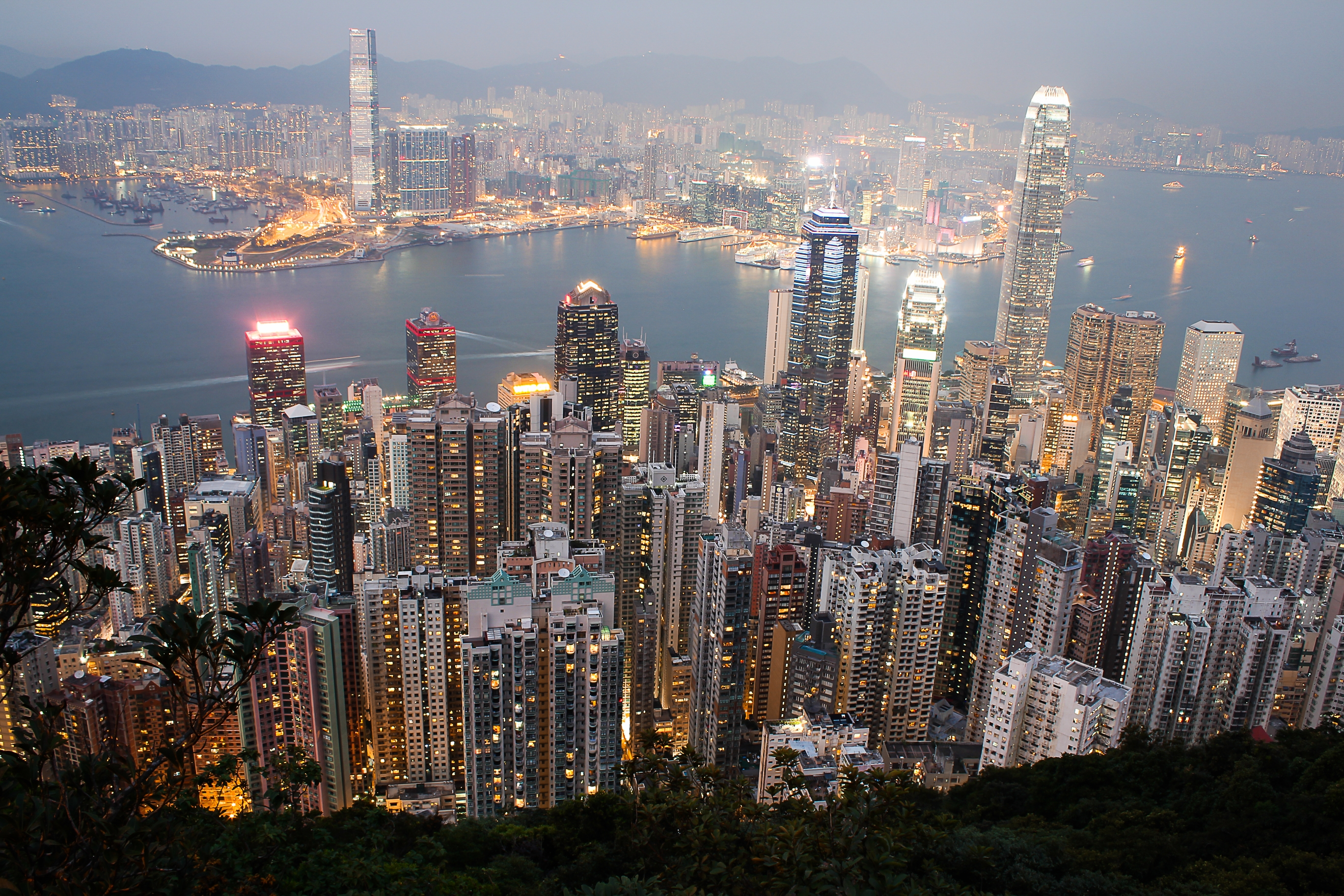
نمایی از آسمان‌خراش‌های هنگ کنگ

آسمان‌خراش به ساختمان‌های دستکم ۴۰ طبقه و ارتفاع بیش از ۱۵۰ متر گفته می‌شود. در زبان فارسی در دهه اخیر واژه «برج» نیز برای اشاره به این مفهوم کاربرد یافته‌است. واژه آسمان‌خراش در زبان فارسی یک گرته‌برداری از واژه skyscraper انگلیسی است.
ارتفاع دست‌کم ۱۵۰ متر به عنوان معیار تعریف آسمان‌خراش‌ها بکار می‌رود. به ساختمان‌های بلند با ارتفاع کمتر از ۱۵۰ متر، ساختمان بلند‌مرتبه گفته می‌شود.
این واژه نخستین‌بار در اواخر سده نوزدهم برای ساختمان‌های بلند شهرهای شیکاگو و نیویورک آمریکا به‌کار رفت. در آغاز در شیکاگو مجوز ساخت آسمان‌خراش صادر شد. اما در سال ۱۸۹۲ جلوی ساخت آسمان‌خراش‌های با بیش از ۱۵۰ فوت (۴۶ متر) گرفته شد. لکن این محدودیت در نیویورک اِعمال نشد؛ بنابراین تا آغاز سده ۲۰ (میلادی) این شهر از آسمان‌خراش پُر شد. بعدها با پیشرفت فناوری و مهندسی، تاریخ‌نگاران معماری از کاربرد این واژه برای ساختمان‌های بلند آجری خودداری کرده و آن را تنها در مورد ساختمان‌های بلندمرتبه با اسکلت فولادی بکار بردند.
نخستین آسمان‌خراش‌های یمن در حدود ۲۵۰۰ سال قدمت دارند و هنوز می‌توان ساختمان‌های شش یا هفت طبقه‌ای را یافت که تاکنون سالم باقی مانده باشند.

## هزینه ساخت
ساخت آسمان‌خراش، بسیار پرهزینه است. در ساختمانی با ارتفاعی بیش از ۲۰۰ متر یا ۴۰۰ متر ساخته می‌شود مسائل تجربه نشده و مقیاس‌های بسیار بزرگ وجود دارند. هزینه‌های این پروژه‌ها تنها محدود به مصالح یا موارد فنی نبوده و در دوران اجرا مسائل پیش‌بینی نشده بسیاری وجود دارند. به همه این‌ها، هزینه تعمیر و نگه‌داری نیز افزوده می‌شود که بار سنگین مالی دیگری را تحمیل می‌کند. این ساخت‌وسازها بیشتر توسط دولت‌ها انجام می‌شوند.

## کاربری

### مخابراتی
می‌توان از آسمان‌خراش برای مخابرات استفاده کرد. اما آسمان‌خراش‌های مخابراتی قاعدتاً درآمدزایی خاصی ندارند. به علاوه می‌توان با مکان‌یابی مناسب و سازه‌هایی به مراتب کم هزینه‌تر (دکل یا مانند آن) همان کارایی را ایجاد نمود. با پیشرفت فناوری نیاز به تجهیزات در ارتفاع بالا کمتر می‌شود. حتی ممکن است دیگر نیازی به ساخت اینگونه آسمان‌خراش‌ها نباشد.

### اداری-تجاری-مسکونی
کاربری همزمان، مقرون به صرفه‌ترین حالت برای آسمان‌خراش‌ها است.

## علل ساخت

### مسکونی
با کوچ بیشتر مردم به شهرها و افزایش تراکم جمعیت، نیاز به بلندمرتبه‌سازی بیشتر می‌شود.

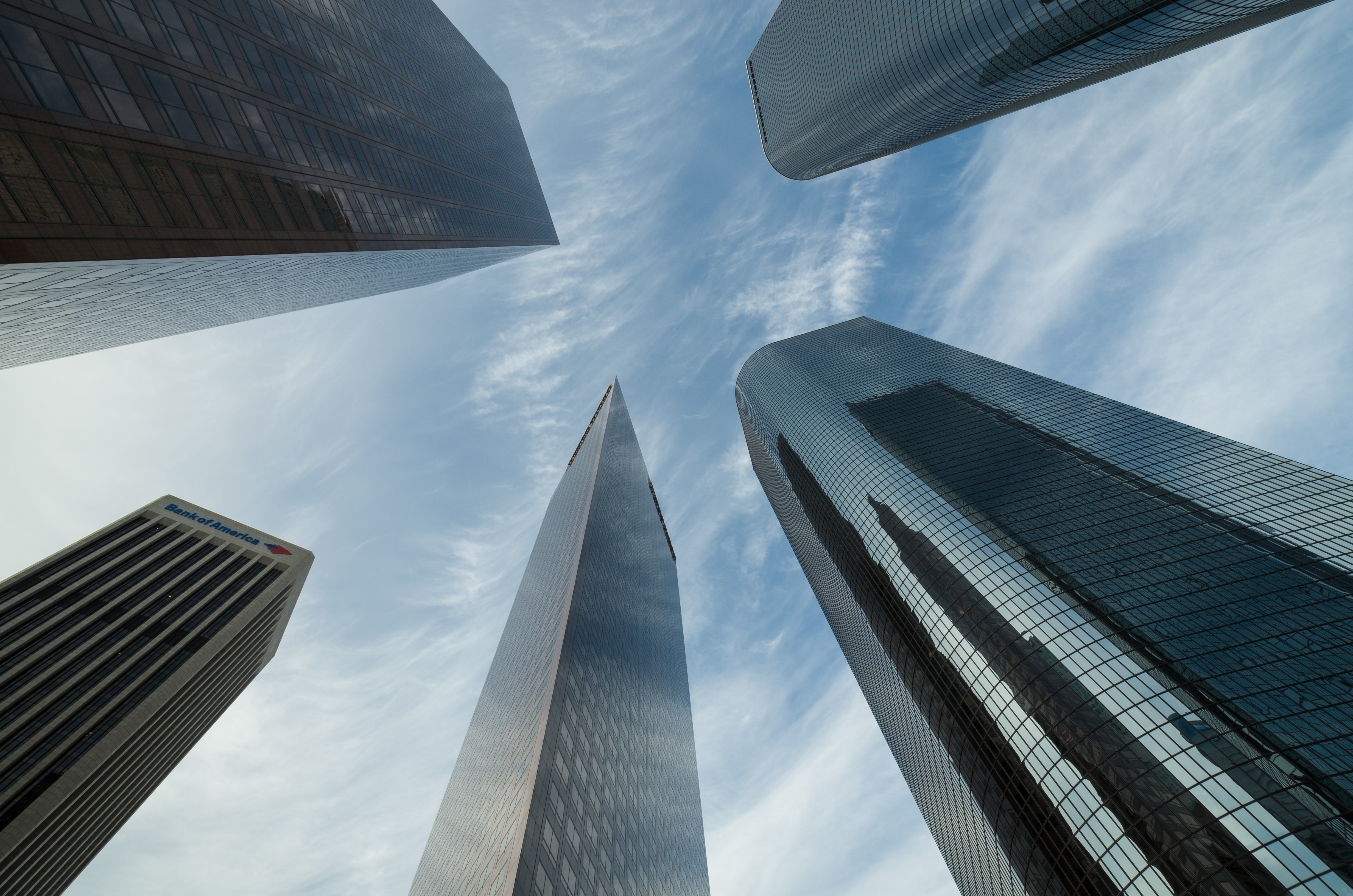
آسمان‌خراش‌ها در لس آنجلس

### نشانه شهری
یکی دیگر از مرسوم‌ترین دلایل، ساخت یک «نشانه شهری» با دو هدف است. یکم به عنوان بنایی هویت‌بخش، غرور آفرین و نمادی برای شهر، و دوم به معنای نشانی که بتوان با آن موقعیت سنجی کرد یا به زبان ساده‌تر آدرس داد.

### جذب گردشگر
شاید موفقترین نمونه در این زمینه برج‌های دوقلوی پتروناس در مالزی باشد. این آسمان‌خراش‌ها که در سال ۱۹۹۸ تا ۲۰۰۴ بلندترین آسمان‌خراش‌های جهان بودند یکی از دلایل اصلی جذب گردشگر برای مالزی شدند. هرچند معماری ویژه سزار پلی و تبلیغات گوناگون مانند فیلم مأموریت: غیرممکن - پروتکل شبح بی‌تأثیر نبودند. امروزه با فشردگی رقابت، ریسک باقی ماندن در صدر به کمتر از دو سه سال رسیده‌است. عملاً جذب گردشگر با لقب «ترین» احتمال کمی دارد.

## علل ساخت
مهم‌ترین دلیل ساخت آسمان‌خراش‌ها در جهان غرب، اوج گرفتن روند بلندمرتبه‌سازی ظهور مدرنیسم بود. در اینباره شباهت‌هایی بین آسمان‌خراش‌های مدرن و برج بابل وجود دارد. این همان نیت اصلی و جوهره آسمان‌خراش‌سازی یعنی «قدرت نمایی» است. از این رو است که آسمان‌خراش‌سازی در هیچ‌کجا مانند آمریکا رشد نکرد. متروپلیس نو تحقق آرمان‌شهر بود. موج آسمان‌خراش‌سازی به‌ویژه در نیویورک که مسئله کمبود زمین وجود داشت سراسر آمریکا را درنوردید و رشک و رقابت همسایگان تمدنی را برانگیخت. لندن، پاریس، فرانکفورت، و دیگر دولت‌های اروپایی با همین رویکرد اما با چاشنی رقابت اقدام به ساخت آسمان‌خراش‌ها نمودند. به بیان دیگر انگیزه فتح آسمان کم‌کم به رقابتی برای اثبات توانایی بین دولت‌ها تبدیل می‌شد. لازم است ذکر شود آسمان‌خراش‌سازی تنها یک جنبه از برتری‌جویی مدرنیسم در جهان غرب است. پل‌سازی، تونل‌سازی، بزرگراه‌سازی عرصه‌های دیگر سرمستی انسان بودند. بلندترین، طولانی‌ترین، سریع‌ترین، بیشترین، نخستین، بزرگترین، و هزاران «ترین» دیگر کلمات پرتکرار دوران مدرنیسم هستند.
امروز با افت دوران مدرنیسم ساخت آسمان‌خراش‌ها در آمریکا نیز به سردی گراییده‌است. از بیست آسمان‌خراش بلند ۲۰۲۰ ده آسمان‌خراش در چین، پنج آسمان‌خراش در خاور میانه، چهار آسمان‌خراش در باقی آسیا، و تنها یک آسمان‌خراش در آمریکا قرار دارد. برج شارد در لندن به عنوان بلندترین آسمان‌خراش اروپا در رتبه ۵۶ جهان قرار دارد. آمریکا که در ۱۹۸۰ همه صد آسمان‌خراش بلند را در خود داشت در ۲۰۱۲ به ۲۴ آسمان‌خراش رسیده‌است و چین به تنهایی با ۴۵ آسمان‌خراش و خاورمیانه با ۲۷ آسمان‌خراش میدان دارند. اگرچه پشتوانه فلسفی مدرنیسم در جهان غرب، علت اصلی این ساخت و سازها بوده‌است اما در شرق علت اصلی نیست. برخی از این کشورها حتی توان و دانش لازم آنرا ندارند و پروژه‌ها توسط شرکت‌های خارجی انجام می‌شوند. در واقع مهم‌ترین دلیل ساخت آسمان‌خراش‌های بسیار بلند در این کشورها تلاش برای شباهت به همتایان غربی است.